# Shane Cansdell-Sherriff
Shane Cansdell-Sheriff (født 10. november 1982) er en australsk fodboldspiller, som spiller for Shrewsbury Town i den engelske League Two. Han kom til AGF fra Leeds United. Han forlod AGF med udgangen af sæsonen 2005/6 til fordel for Tranmere Rovers, der spiller i den engelske League One. I 2008 skiftede han til Shrewsbury Town.
Spilleren blev nok mest kendt for sit mål mod FC Midtjylland 21. august – det blev nomineret til året mål 2005.